# Andrea Sciortino
Andrea da Burgio, al secolo Nicola Sciortino (Burgio, 10 settembre 1705 – Palermo, 16 giugno 1772), è stato un missionario italiano appartenente all'Ordine dei frati minori cappuccini.
Venerabile della Chiesa cattolica, dal 1745 al 1762 fu missionario cappuccino in Congo e in Angola. Ebbe fama di taumaturgo.
Il religioso è sepolto nella chiesa di Santa Maria della Pace di Palermo.

## Biografia
Nicola Sciortino nacque a Burgio il 10 settembre 1705 e ricevette il Battesimo lo stesso giorno, secondo l'usanza dell'epoca. Era il quinto dei sei figli di Domenico Sciortino e Ninfa Colletti. 
Sin da bambino Nicola mostrò una particolare inclinazione alla vita religiosa e spesso ricorreva ad atti di penitenza. 
Il 30 Agosto 1734 ricevette il sacramento della Cresima nel paese di Villafranca Sicula e in seguito si iscrisse alla Confraternita del Santissimo Sacramento.
Ben presto moriranno i suoi genitori e tutti suoi fratelli, eccetto la sorella Eufrasina, che nel frattempo si sposò e  andò a vivere a Villafranca con il proprio marito. Nicolò sarà ospitato per diverso tempo a casa della propria sorella e del cognato fino a quando i rapporti non si inasprirono.
I familiari, infatti, cercarono di dissuaderlo dal desiderio di intraprendere la vita religiosa e tentarono di combinargli un
matrimonio con la figlia di Marco Antonio Truncali, di origine benestante. Nonostante ciò, il giovane Nicola si rifiutò più volte alle proposte della sorella e del cognato, poiché era sempre più deciso di consacrare la propria vita a Dio.
Così si recò al convento di Monte San Giuliano (l'odierna Erice) ed entrò nell'Ordine dei frati minori cappuccini, assumendo il nome di "fra' Andrea da Burgio" e svolse un intenso apostolato sia in Sicilia sia in Africa, e in particolare in Congo e in Angola.
L'ultimo periodo della sua vita lo trascorse in Sicilia.
Morì nel convento dei Cappuccini a Palermo il 16 giugno 1772 nella stessa cella dove 105 anni prima era spirato san Bernardo da Corleone.
Attualmente riposa presso il Convento dei Cappuccini di Burgio, suo paese natale.